# Jean-Marie Pérès
Jean-Marie Pérès (* 8. Oktober 1915 in Montpellier; † 9. März 1998 in Marseille) war ein französischer Meeresbiologe.

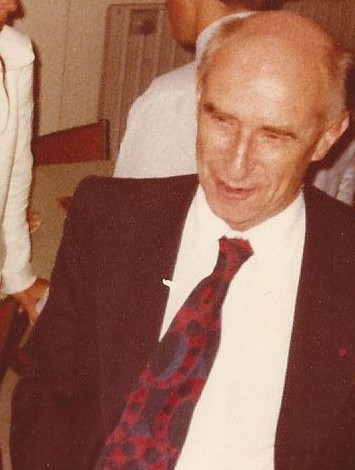
Jean-Marie Pérès 1977

## Leben
Er war der Sohn des angewandten Mathematikers und Physikers Joseph Pérès. Er ging in Marseille zur Schule und studierte an der École normale supérieure. Ab 1933 war er als Meeresbiologe an der Forschungsstation Wimereux bei Louis Gallien. Nach dem Lizenziat 1935 ging er mit dem Forschungsschiff Président-Théodore-Tissier vor die afrikanische Küste (Azoren, Kanarische Inseln). Nach seinem Diplom in Paris 1937 ging er auf Forschungsreise nach Marokko. Ab 1940 war er Präparator am damals noch kleinen Meeresforschungslabor von Endoume bei Marseille, damals unter Leitung von Max Kollmann. Dort verfasste er seine Dissertation über das Nervensystem von Seescheiden (1943). 1944 wurde er stellvertretender Direktor des Labors für Malakologie am Museum national d'Histoire naturelle in Paris, wobei er gleichzeitig das Meeresforschungslabor von Dinard leitete. 1947 wurde er Maître de Conférence und 1951 Professor für Meeresbiologie an der Faculté des Sciences in Marseille (der späteren Universität Aix-Marseille). 1955 bis 1970 war er dort Professor für Ozeanographie. Gleichzeitig war er 35 Jahre lang Direktor der Meeresforschungsstation von Endoume, die er zu einem großen Zentrum der Meeresforschung ausbaute.  
Er befasste sich mit Biologie und Systematik der Seescheiden und allgemein dem Benthos-Lebensraum.
Er reiste mit der Calypso von Jacques Cousteau und forschte mit dem Tauchboot Archimède und arbeitete mit Jacques Picard zusammen.
Seit Juli 1974 war er assoziiertes Mitglied der Königlichen Akademie von Belgien. 1975 wurde er Mitglied der Académie des sciences. Er war Kommandeur der Ehrenlegion, erhielt den Ordre National du Mérite und war Ehrendoktor in Lüttich, Zagreb und Modena.

## Schriften
- Océanographie biologique et biologie marine, Band 1, La vie benthique,  Presses universitaires de France 1961
- mit Louis Devèze: Océanographie biologique et biologie marine, Band 2,  La Vie pélagique, Presses universitaires de France 1963
- La Vie dans les Mers, Reihe Que sais-je?, PUF 1965
- La Vie dans l'océan, Le Seuil 1966
- mit Jacques Picard: Manuel de bionomie benthique. Rec. Trav. Stat. Mar. Endoume, 23, 1958, S. 5–122
- mit Jacques Picard: Nouveau manuel de bionomie benthique. Rec. Trav. Stat. Mar. Endoume, 31, 1964, S. 5–137
- Précis d'océanographie biologique, PUF 1976
- La Mer, Paris: Seghers 1987